# Михаил Калинин (класс морских судов)
Михаил Калинин — класс четырёхпалубных морских грузопассажирских судов, строившихся на верфи VEB Mathias Thesen Werft Wismar в Висмаре (ГДР), известный также как проект 101, немецкое обозначение - Seefa 340 (нем. Seefahrgastschiff für 340 Passagiere – морское пассажирское судно на 340 пассажиров). Класс назван по имени построенного в 1958 году головного судна этого проекта Михаил Калинин.

## История
Морские пассажирские суда этого проекта изготавливались с 1958 по 1964 год и всего по заказам СССР было построено 19 судов проекта 101, который стал самым крупносерийным среди морских заказов в СССР. Немецкая верфь VEB Mathias Thesen Werft Wismar строила суда своего собственного проекта, который, однако, не соответствовал амбициям ни Министерства Морского Флота СССР, ни СССР, как страны в целом, ведущей соревнование с капиталистами на воде, на суше и в космосе. Руководство СССР пришло к выводу, что при их виде британские лайнеры RMS Queen Mary и RMS Queen Elizabeth не покраснеют от стыда и не затонут, чтобы не мешать советским судам зарабатывать валюту, необходимую для развития советской экономики.  Поэтому в 1964 году верфь перешла на строительство больших морских судов, рассчитанных на 750 пассажиров Seefa 750, класса Иван Франко. Суда поставлялись в различные советские пароходства: Черноморское морское пароходство - ЧМП (5 судов на линии в Венецию, Марсель, на Ближний Восток), Балтийское морское пароходство - БМП (2 судна), Дальневосточное морское пароходство - ДВМП (8 судов для линий Владивосток-Петропавловск-Камчатский, Находка - Иокогама – Гонконг), Мурманское морское пароходство - ММП, Камчатское морское пароходство - КМП. Уже через пять лет после спуска на воду последнего судна класса Аджарии линейные суда подверглись переоборудованию в круизные, причём места для пассажиров прибавилось за счёт уменьшения пространства для грузов. Суда Литва, Латвия и Армения прошли модернизацию в 1969-1971 годах на верфях во Франции и Югославии.

## Техническое оснащение
Суда имели дизельный привод с двумя дизельными двигателями MAN-DMR, изготовленными в производственном объединении VEB Dieselmotorenwerk Rostock по лицензии и при поддержке западногерманской фирмы MAN.

## На борту
На всех четырёх палубах судов данного класса располагались пассажирские помещения: каюты класса «люкс», а также одно-, двух-, трех-, четырех- и шестиместные каюты на разных судах имели разное расположение. На Туркмении была только одна каюта «люкс», а на Башкирии и Аджарии - две, а остальные каюты только двух- и четырехместные, однако на некоторых судах Черноморского пароходства имелось по 18 четырёхместных и 19 шестиместных кают. Почти на всех судах этого класса имелись музыкальный салон и танцевальная площадка, бар, киоск, плавательный бассейн, библиотека, лазарет, каюта бытового обслуживания, каюта матери и ребенка, что создавало необходимый комфорт для отдыха советских людей. В ходе модернизации все каюты были оборудованы душем и WC.

## Суда проекта 101/Seefa 340
В списке приводится первоначальное название судна, его переименование указано в скобках в хронологическом порядке:
| Класс «Михаил Калинин»                | Класс «Михаил Калинин»                                                                                         | Класс «Михаил Калинин»                                                                                           |
| No.                                   | Оригинальное имя                                                                                               | Английская транслитерация                                                                                        |
| Первая серия проекта 101/Seefa 340    | Первая серия проекта 101/Seefa 340                                                                             | Первая серия проекта 101/Seefa 340                                                                               |
| ------------------------------------- | --- | --- |
| 1                                     | Михаил Калинин                                                                                                 | Mikhail Kalinin                                                                                                  |
| 2                                     | Феликс Дзержинский (Exelsior Neptune)                                                                          | Feliks Dzerzhinskiy (Exelsior Neptune)                                                                           |
| 3                                     | Григорий Орджоникидзе                                                                                          | Grigoriy Ordzhonikidze                                                                                           |
| 4                                     | М. Урицкий | M. Uritskiy |
| 5                                     | Вацлав Воровский                                                                                               | Vatslav Vorovskiy                                                                                                |
| 6                                     | Мария Ульянова (Excelsior Mercury)                                                                             | Mariya Ulyanova (Excelsior Mercury)                                                                              |
| 7                                     | Эстония (Екатерина II)                                                                                         | Estoniya (Yekaterina II)                                                                                         |
| 8                                     | Латвия | Latviya (Latvia)                                                                                                 |
| 9                                     | Владивосток (Приамурье)                                                                                        | Vladivostok (russ. Приамурье, eng. Priamurye)                                                                    |
| 10                                    | Литва (transit Богучар, Fu Jian, Green Coast)                                                                  | Litva (Boguchar, Fu Jian, Green Coast)                                                                           |
| 11                                    | Петропавловск                                                                                                  | Petropavlovsk |
| Вторая серия проекта 101/Seefa 340    | | |
| 12                                    | Туркмения | Turkmeniya |
| 13                                    | Хабаровск (Sounds of Orient)                                                                                   | Khabarovsk (Sounds of Orient)                                                                                    |
| 14                                    | Николаевск | Nikolayevsk |
| 15                                    | Байкал | Baykal |
| Третья серия проекта 101/Seefa 340    | | |
| 16                                    | Надежда Крупская (Кубань, Сусана)                                                                              | Nadezhda Krupskaya (Kuban, Susana)                                                                               |
| Четвёртая серия проекта 101/Seefa 340 | | |
| 17                                    | Армения (Odessa Star, Arm)                                                                                     | Armeniya (Odessa Star, Arm)                                                                                      |
| 18                                    | Башкирия (Odessa Song, Royal Dream, Silver Star, Star, Nandini, Olviara, Ocean Princess, Siritara Ocean Queen) | Bashkiriya (Odessa Song, Royal Dream, Silver Star, Star, Nandini, Olviara, Ocean Princess, Siritara Ocean Queen) |
| 19                                    | Аджария | Adzhariya |

## Обзор
Список судов проекта содержит все суда с указанием в примечании первоначального имени:
| Месяц и год постройки | Заводской номер | Фото                                     | Наименование          | Первое пароходство                  | Порт приписки                               | Флаг | Номер IMO | Переименования и статус |
| июль 1958             | 101             |                                          | Михаил Калинин        | Балтийское морское пароходство      | Ленинград → Санкт-Петербург                 | →    | 5234917   | утилизировано в 1994 в Аланге |
| 1958                  | 102             |                                          | Excelsior Neptune     | Черноморское морское пароходство    | Одесса → Владивосток → Панама → Сан Лоренсо | →    | 5113436   | * бывш. Феликс Дзержинский (до 10. 1988), в 1993 году судно затонуло у дока верфи и было утилизировано |
| 1959                  | 103             |                                          | Григорий Орджоникидзе | Дальневосточное морское пароходство | Владивосток                                 |      | 5404677   | в 1992 году судно было утилизировано |
| 1959                  | 104             | Фото                                     | М. Урицкий            | Дальневосточное морское пароходство | Владивосток → Усть-Дунайск                  | →    | 5215997   | в 1996 году судно было утилизировано |
| декабрь 1959          | 105             |                                          | Вацлав Воровский      | Мурманское морское пароходство      | Мурманск                                    |      | 5429407   | |
| 1959                  | 106             |                                          | Excelsior Mercury     | Дальневосточное морское пароходство | Владивосток → Панама                        | →    | 5223384   | * бывш. Мария Ульянова (до 1992), в 1993 году судно было утилизировано |
| май 1960              | 107             | Фото                                     | Екатерина II          | Балтийское морское пароходство      | Ленинград → Новороссийск                    | →    | 5109019   | * бывш. Эстония, судно утилизировано в 2003 году |
| 1960                  | 108             | Фото                                     | Latvia                | Черноморское морское пароходство    | Одесса                                      | →    | 5203920   | * бывш. Латвия; спуск на воду 31-12-1959, поставлено в Черноморское пароходство Одесса / USSR: 26-08-1960;; последний рейс на Чёрном море на линии Варна-Батуми-Варна; 1 апреля 1988 года выведено из состава пароходства, отель в Риге и продано судовладельцу на Балтике; продано в 1995 году в Алиаг на утилизацию |
| 1960                  | 109             |                                          | Приамурье             | Дальневосточное морское пароходство | Владивосток → Сент-Джонс                    | →    | 5383029   | * ex. Владивосток, 1967-1988 рус. Приамурье; судно сгорело 18 мая 1988 в порту Осака (Япония), утилизировано в августе 1988 на Тайване |
| 1960                  | 110             | Фото                                     | Green Coast           | Черноморское морское пароходство    | Одесса → Кингстаун → Фучжоу → Панама        | →    | 5209780   | * бывш. Литва, Богучар на время транзита,Fu Jian, утилизировано в 1997 году |
| 1960                  | 111             |                                          | Петропавловск         | Камчатское морское пароходство      | Владивосток                                 |      | 5276563   | (судно переименовано в середине 80-х в Босфор)?, в 1997 году судно было утилизировано |
| 1961                  | 112             |                                          | Туркмения             | Дальневосточное морское пароходство | Владивосток                                 |      | 5371131   | 12 ноября 1986 года судно сгорело и позднее было утилизировано |
| 1962                  | 113             |                                          | Хабаровск             | Дальневосточное морское пароходство | Владивосток                                 | →    | 5186196   | (судно переименовано в 1990 в Sounds of Orients, дочерняя компания FESCO - Pacific Cruise Company)?, на приколе во Владивостоке, Хабаровск на фото |
| июль 1962             | 114             | Фото                                     | Николаевск            | Камчатское морское пароходство      | Петропавловск-Камчатский → Мурманск         | →    | 5252359   | в 1994 году судно переведено в Мурманск, позднее утилизировано |
| ноябрь 1962           | 115             |                                          | Байкал                | Дальневосточное морское пароходство | Владивосток                                 |      | 5401352   | судно было на приколе в Сочи, вернулось в FESCO в 2001 году |
| сентябрь 1963         | 116             | Фото. Архивировано 20 декабря 2012 года. | Susana                | Балтийское морское пароходство      | Ленинград                                   | →    | 6415207   | *→ бывш. Надежда Крупская, Кубань (ВМФ СССР);; в 1992 году продан в Болгарию под ночной клуб; судно утилизировано в 1998 в Алиаге, Турция |
| 1963                  | 117             |                                          | Odessa Star           | Черноморское морское пароходство    | Одесса                                      | →    | 5024752   | *→ бывш. Армения, отправлено на утилизацию под названием Arm 1995 в Алиаг, Турция |
| март 1964             | 118             |                                          | Siritara Ocean Queen  | Черноморское морское пароходство    | Одесса                                      | →    | 5414971   | * ex. Башкирия, Odessa Song, Royal Dream, Silver Star, Star, Nandini, Olviara, Ocean Princess; остов судна Siritara Ocean Queen в устье реки Ксхао Прайа в Бангкоке, состояние на 28 июля 2008 года |
| 1964                  | 119             | Фото                                     | Аджария               | Черноморское морское пароходство    | Одесса                                      | →    | 6415130   | утилизировано в 1996 году |